# Islip (Northamptonshire)
Islip es un pueblo y una parroquia civil del distrito de East Northamptonshire, en el condado de Northamptonshire (Inglaterra).

## Demografía
Según el censo de 2001, Islip tenía 763 habitantes (370 varones y 393 mujeres). 123 (16,12%) de ellos eran menores de 16 años, 561 (73,53%) tenían entre 16 y 74, y 79 (10,35%) eran mayores de 74. La media de edad era de 42,84 años. De los 640 habitantes de 16 o más años, 154 (24,06%) estaban solteros, 367 (57,34%) casados, y 119 (18,59%) divorciados o viudos. 388 habitantes eran económicamente activos, 381 de ellos (98,2%) empleados y otros 7 (1,8%) desempleados. Había 10 hogares sin ocupar, 322 con residentes y 6 eran alojamientos vacacionales o segundas residencias.
| 440                         | 462 | 551 | 562 | 547 | 594 | - | - | 571 | 539 | 600 | 638 | 616 | 675 | - | 652 | 589 |
| (Fuente: Vision of Britain) |     |     |     |     |     |   |   |     |     |     |     |     |     |   |     |     |